# Les McCann
Leslie Coleman McCann Lewis Jr. (Lexington, 23 settembre 1935 – 29 dicembre 2023) è stato un pianista, compositore e cantante statunitense.

## Biografia
Pianista e cantante, si esibisce dal 1956 al The Ed Sullivan Show. 
Stabilitosi in seguito sulla costa occidentale degli Stati Uniti, ha formato un trio con  Herbie Louis (basso) e Ron Jefferson (batteria) e ha firmato un contratto con la Pacific Jazz Records. Ha registrato diversi album a suo nome tra il 1960 e il 1964, lavorando con Ben Webster, Joe Pass, Stanley Turrentine, The Jazz Crusaders, Richard Holmes, Blue Mitchell, e Gerald Wilson, tra gli altri.
Nel 1965 ha firmato con la Limelight Records, per poi entrare a far parte della Atlantic Records nel 1968. Con questa etichetta firmerà i suoi più grandi successi, anche se la qualità artistica e strumentale dei suoi esordi si affievolisce gradualmente, offrendo più spazio al suo talento canoro e all'utilizzo del sintetizzatore.

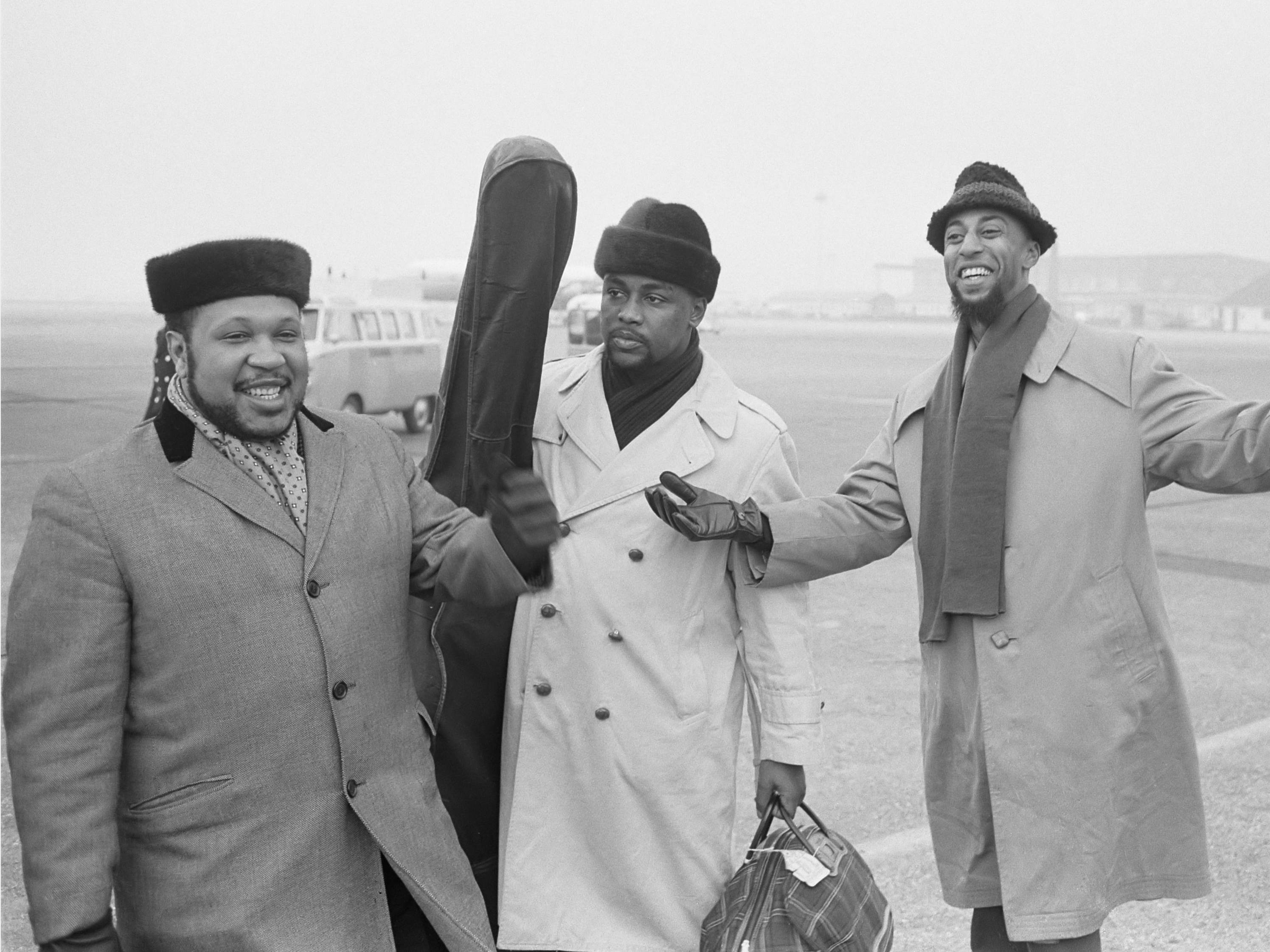
Il Les McCann Trio: Les McCann, Herbie Louis e Ron Jefferson (1962)

In questo periodo inizia una collaborazione con Eddie Harris, incontrato al Montreux Jazz Festival, con il quale canta, suona la tastiera e l'organo, mentre Harris propone il suo famoso "Varitone" Selmer. Dall'incontro scaturirà, nel 1969, un disco pubblicato da Atlantic Records  che diverrà un best seller: Swiss Movement.
Nel 1977 cambia di nuovo casa discografiaca e passa alla ABC Records, realizzando 2 album disco-funk, e poi nel 1978 alla A&M Records dove, con la partecipazione di grandi musicisti dell'etichetta (Jeffrey Osborne, Howard McGhee, Keni Burke), produce album funky, musicalmente impeccabili e ricchi di sonorità.
Negli anni '90, nonostante alcuni problemi di salute dovuti ai postumi di un infarto, continua ad esibirsi regolarmente.
Oltre al successo riscosso come musicista, McCann ha ampliato i suoi orizzonti. Le sue strette relazioni con leggende del jazz come Miles Davis, Art Blakey e Duke Ellington, sono state documentate in una collezione che include più di 8000 fotografie scattate nel corso gli anni. Da serio fotografo ha installato una camera oscura nel suo appartamento. Una parte rilevante del suo lavoro è stata mostrata al Montreux Jazz Festival.

## Discografia (parziale)
- 1960 – Plays the Truth
- 1961 – The Shout
- 1961 – In San Francisco
- 1961 – In New York
- 1962 – Plays the Shampoo at the Village Gate
- 1963 – The Gospel Truth
- 1964 – McCanna
- 1965 – Live at Shelly Mann's Hole
- 1967 – Live at Bohemian Caverns
- 1969 – Swiss Movement (con Eddie Harris)
- 1972 – Live at Montreux
- 1973 - Layers
- 1975 – Hustle to Survive
- 1976 – River High, River Low
- 1977 – Change Change Change; Live at the Roxy
- 1977 – Music Lets Me Be
- 1978 – The Man
- 1979 – Tall, Dark & Handsome
- 2001 – Pump it Up